# ON24
ON24, Inc.はサンフランシスコを拠点とする企業であり、 ウェブキャストと仮想イベントおよび環境テクノロジー関連の製品とサービスを販売している。 
ON24は、ゴールドマンサックス、ゴールドヒルキャピタル、USベンチャーパートナーズ、カナンパートナーズ、ローベンチャーズを主なベンチャーキャピタル投資家とする公開会社である。 

## 歴史
同社は、企業がビデオプレスリリースを放送するためのプラットフォームとして1998年に設立された。金融ニュースストリーミングウェブサイトを運営していたが、 2000年代初頭の不況の後で経済的損失を被った。 2002年8月、ON24はニュース事業を閉鎖したが、引き続きサードパーティのコンテンツを提供していた。 会社規模を縮小した後、他の会社にストリーミングサービスを提供するために事業を再編した。 
ON24は、米国、英国、オーストラリア、シンガポール、スペインに拠点を持ち事業を行っている。 